# Alfred Debono
Alfred Debono (Sliema, 21 gennaio 1944) è un ex calciatore maltese.
Debono è conosciuto anche come Debono I per distinguerlo da Alfred Debono II, suo connazionale e compagno di Nazionale. Durante la sua permanenza negli Stati Uniti d'America fu noto come Alfredo De Bono.

## Carriera

### Club
Nel 1967 passa dai maltesi dello Sliema Wanderers agli statunitensi del Pittsburgh Phantoms, società militante nella NPSL. Con i Phantoms si piazza al sesto ed ultimo posto della Eastern Division.
Ritornato in patria dopo l'esperienza americana, Debono torna a giocare con lo Sliema Wanderers. Nell'intero arco di militanza con la società di Sliema, dal 1963 al 1972, Debono vince 5 campionati maltesi nelle stagioni 1963-1964, 1964-1965, 1965-1966, 1970-1971 e 1971-1972 oltre a 4 Tazza Maltija nel 1965, 1968, 1969 e 1974.
Nel 1972 passa al Valletta, con cui vince altri due campionati, nel 1973-1974 e 1977-1978, oltre a tre coppe nazionali, nel 1975, 1977 e 1978.

### Nazionale
Ha indossato la maglia della nazionale di calcio di Malta in 13 occasioni.

## Statistiche

### Cronologia presenze e reti in nazionale
| Cronologia completa delle presenze e delle reti in nazionale ― Malta | Cronologia completa delle presenze e delle reti in nazionale ― Malta | Cronologia completa delle presenze e delle reti in nazionale ― Malta | Cronologia completa delle presenze e delle reti in nazionale ― Malta | Cronologia completa delle presenze e delle reti in nazionale ― Malta | Cronologia completa delle presenze e delle reti in nazionale ― Malta | Cronologia completa delle presenze e delle reti in nazionale ― Malta | Cronologia completa delle presenze e delle reti in nazionale ― Malta |
| Data                                                                 | Città                                                                | In casa                                                              | Risultato                                                            | Ospiti                                                               | Competizione                                                         | Reti                                                                 | Note                                                                 |
| -------------------------------------------------------------------- | -------------------------------------------------------------------- | -------------------------------------------------------------------- | -------------------------------------------------------------------- | -------------------------------------------------------------------- | -------------------------------------------------------------------- | -------------------------------------------------------------------- | -------------------------------------------------------------------- |
| 8-3-1964                                                             | Gżira                                                                | Malta                                                                | 0 – 2                                                                | Italia                                                               | Amichevole                                                           | -2                                                                   |                                                                      |
| 27-3-1966                                                            | Tripoli                                                              | Libia                                                                | 0 – 1                                                                | Malta                                                                | Amichevole                                                           | -                                                                    |                                                                      |
| 25-11-1972                                                           | Gżira                                                                | Malta                                                                | 0 – 2                                                                | Austria                                                              | Qual. Mondiali 1974                                                  | -2                                                                   |                                                                      |
| 28-9-1973                                                            | Gżira                                                                | Malta                                                                | 2 – 0                                                                | Canada                                                               | Amichevole                                                           | -                                                                    |                                                                      |
| 11-11-1973                                                           | Gżira                                                                | Malta                                                                | 1 – 2                                                                | Svezia                                                               | Qual. Mondiali 1974                                                  | -2                                                                   |                                                                      |
| 24-8-1974                                                            | Gżira                                                                | Malta                                                                | 0 – 1                                                                | Libia                                                                | Amichevole                                                           | -1                                                                   |                                                                      |
| 4-9-1974                                                             | Tripoli                                                              | Libia                                                                | 0 – 0                                                                | Malta                                                                | Torneo del 5º Anniversario della Rivoluzione Libica                  | -                                                                    |                                                                      |
| 22-12-1974                                                           | Gżira                                                                | Malta                                                                | 0 – 1                                                                | Germania                                                             | Qual. Euro 1976                                                      | -1                                                                   |                                                                      |
| 4-6-1975                                                             | Salonicco                                                            | Grecia                                                               | 4 – 0                                                                | Malta                                                                | Qual. Euro 1976                                                      | -                                                                    | 55’                                                                  |
| 11-6-1975                                                            | Sofia                                                                | Bulgaria                                                             | 5 – 0                                                                | Malta                                                                | Qual. Euro 1976                                                      | -5                                                                   |                                                                      |
| 21-12-1975                                                           | Gżira                                                                | Malta                                                                | 0 – 2                                                                | Bulgaria                                                             | Qual. Euro 1976                                                      | -2                                                                   |                                                                      |
| 6-9-1977                                                             | Tunisi                                                               | Tunisia                                                              | 2 – 1                                                                | Malta                                                                | Amichevole                                                           | -2                                                                   |                                                                      |
| 29-19-1977                                                           | Potsdam                                                              | Germania Est                                                         | 9 – 0                                                                | Malta                                                                | Qual. Mondiali 1978                                                  | -9                                                                   |                                                                      |
| Totale                                                               |                                                                      | Presenze                                                             | 13                                                                   |                                                                      | Reti                                                                 | -21                                                                  |                                                                      |

## Palmarès

### Club
- Campionato di calcio maltese: 7

Sliema Wanderers: 1963-1964, 1964-1965, 1965-1966, 1970-1971, 1971-1972
Valletta: 1973-1974, 1977-1978
- Coppa di Malta: 7

Sliema Wanderers: 1964-1965, 1967-1968, 1968-1969, 1973-1974
Valletta: 1974-1975, 1976-1977, 1977-1978

### Individuale
- Calciatore maltese dell'anno: 1

1967-1968